# Otto von Grevenmoor
Otto von Grevenmoor (* 9. Januar 2003) ist ein deutscher ehemaliger Kinderdarsteller.

## Leben
Otto von Grevenmoor besuchte ein Gymnasium. Darüber hinaus spielte er von 2015 bis 2016 die Hauptrolle Till in der Kinderserie Die Pfefferkörner.

## Filmografie
- 2015–2016: Die Pfefferkörner (Fernsehserie, als Till, 26 Folgen)
- 2019: Die Pfefferkörner (Folge: Goldfieber) als Till